# Зауэрлендер, Виллибальд
Виллибальд Зауэрлендер (нем. Willibald Sauerländer; 29 февраля 1924, Бад-Вальдзе, Вюртемберг, Веймарская республика — 18 апреля 2018, Мюнхен, Бавария, Германия) — немецкий искусствовед, профессор, директор Центрального института истории искусств (1970—1989), автор ряда книг по истории искусства.

## Биография
Виллибальд Зауэрлендер родился 29 февраля 1924 года в Бад-Вальдзе. В 1946 году поступил в Мюнхенский университет имени Людвига и Максимилиана. В 1953 году там же он защитил диссертацию на тему «Готический фигурный портал во Франции: исследование истории французских портальных скульптур от запада Шартрского собора до Мастера святого Иосифа в Реймсе» (нем. Das gotische Figurenportal in Frankreich: Studien zur Geschichte der französischen Portalskulptur von Chartres West bis zum Reimser Josephsmeister), получив докторскую степень. Научным руководителем Зауэрлендера был Ганс Янцен.
После этого Зауэрлендер работал немецкоязычным гидом и лектором в Париже, а также изучал французскую археологию и архитектуру. В 1958 году он опубликовал статью о западных порталах Санлисского и Мантского соборов, а затем ещё одну статью о западных порталах Собора Парижской Богоматери. В 1959—1961 годах Зауэрдендер работал ассистентом в Марбургском университете, там же в 1959 году он получил степень хабилитированного доктора. В 1961 году по приглашению Эрвина Панофски Зауэрлендер работал исследователем в Институте перспективных исследований в Принстоне (штат Нью-Джерси, США). Там он развивал теорию, связанную со скульптурами собора в Шалоне-на-Марне, доклад о которой он представил на Международном конгрессе по истории искусств в Нью-Йорке (1961). В 1961—1962 годах Зауэрлендер продолжал преподавать в Марбургском университете.
В 1962 году Виллибальд Зауэрлендер получил должность профессора во Фрайбургском университете, где он преподавал до 1970 года. В 1963—1965 и 1969—1970 годах он работал приглашённым профессором в Институте изящных искусств Нью-Йоркского университета. В этот период Зауэрлендер опубликовал две книги — «От Санса до Страсбурга» (нем. Von Sens bis Strassburg, 1966) и «Готическая скульптура во Франции» (нем. Gotische Skulptur in Frankreich, 1970), которые способствовали его признанию одним из ведущих специалистов по французскому средневековому искусству. В начале 1970-х годов в одной из публикаций в журнале The Times Literary Supplement отмечалось, что Зауэрлендер «переписал историю ранней французской скульптуры».
В 1970 году Зауэрлендер был назначен директором Центрального института истории искусств в Мюнхене; он руководил институтом до 1989 года. Он также работал приглашённым профессором в Гарвардском университете (1984—1985), Калифорнийском университете в Беркли (1989) и в Нью-Йоркском университете (1992). В 1991 году Зауэрлендер был Меллоновским профессором в Национальной галерее искусства в Вашингтоне. В 2010-х годах он опубликовал книги о творчестве художников Питера Пауля Рубенса («Католический Рубенс: святые и мученики» — нем. Der katholische Rubens: Heilige und Märtyrer, 2011; издание на английском языке — 2014) и Эдуара Мане («Мане рисует Моне: лето в Аржантёйе» — нем. Manet malt Monet: ein Sommer in Argenteuil, 2012; издание на английском языке — 2014).
Виллибальд Зауэрлендер скончался 18 апреля 2018 года в Мюнхене в возрасте 94 лет.

## Награды, премии и почётные звания
- Член Баварской академии наук (1973)[6].
- Иностранный корреспондент Академии надписей и изящной словесности (1994)[7].
- Баварский орден Максимилиана «За достижения в науке и искусстве» (1995)[7].
- Гран-при Французского археологического общества[фр.] (2007)[7].
- Почётный доктор Страсбургского университета[7].

## Сочинения Виллибальда Зауэрлендера
- Die Skulptur des Mittelalters. Frankfurt am Main — Berlin, Ullstein, 1963
- Die Bronzetür von Nowgorod. München, Piper, 1963
- Von Sens bis Strassburg: Ein Beitrag zur Kunstgeschichtlichen Stellung der Strassburger Querhausskulpturen. Berlin: Walter De Gruyter, 1966
- Gotische Skulptur in Frankreich. 1140—1270. München, Hirmer, 1970, ISBN 3-7774-2360-2
Английский перевод: Gothic Sculpture in France. 1140—1270. London, Thames and Hudson, 1972
- Das Königsportal in Chartres: Heilsgeschichte und Lebenswirklichkeit. Frankfurt am Main, Fischer-Taschenbuch-Verlag, 1984, ISBN 978-3-596-23911-5
- Geschichte der Kunst — Gegenwart der Kritik. Köln, DuMont, 1999, ISBN 978-3-7701-4815-8
- Die Luft auf der Spitze des Pinsels: kritische Spaziergänge durch Bildersäle. München — Wien, Hanser, 2002, ISBN 978-3-446-20228-3
- Von Bildern und Menschen: zu Besuch bei alten und neuen Meistern. München, Beck, 2010, ISBN 978-3-406-60616-8
- Der katholische Rubens: Heilige und Märtyrer. München, Beck, 2011, ISBN 978-3-406-62362-2
Английский перевод: The Catholic Rubens: saints and martyrs. Los Angeles, Getty Research Institute, 2014, ISBN 978-1-60606-268-5
- Manet malt Monet: ein Sommer in Argenteuil. München, Beck, 2012, ISBN 978-3-406-64324-8
Английский перевод: Manet paints Monet: a summer in Argenteuil. Los Angeles, Getty Research Institute, 2014, ISBN 978-1-60606-428-3
- Reims — die Königin der Kathedralen. Berlin — München, Deutscher Kunstverlag, 2013, ISBN 978-3-422-07210-7